# آنا مگنوسن
آنا مگنوسن (انگلیسی: Anna Magnusson؛ زادهٔ ۳۱ مارس ۱۹۹۵) ورزشکار دوگانه، و اسکی‌باز صحرانوردی اهل سوئد است.